# Clyman (Wisconsin)
Clyman es una villa ubicada en el condado de Dodge en el estado estadounidense de Wisconsin. En el Censo de 2010 tenía una población de 422 habitantes y una densidad poblacional de 446,4 personas por km².

## Geografía
Clyman se encuentra ubicada en las coordenadas 43°18′42″N 88°43′24″O / 43.31167, -88.72333. Según la Oficina del Censo de los Estados Unidos, Clyman tiene una superficie total de 0.95 km², de la cual 0.95 km² corresponden a tierra firme y (0%) 0 km² es agua.

## Demografía
Según el censo de 2010, había 422 personas residiendo en Clyman. La densidad de población era de 446,4 hab./km². De los 422 habitantes, Clyman estaba compuesto por el 95.26% blancos, el 0.47% eran afroamericanos, el 1.18% eran amerindios, el 0.24% eran asiáticos, el 0% eran isleños del Pacífico, el 0% eran de otras razas y el 2.84% pertenecían a dos o más razas. Del total de la población el 4.74% eran hispanos o latinos de cualquier raza.